# David Palmer (cantante)
David Palmer (Turbo, Antioquia, 15 de diciembre) es un cantante, productor, compositor y actor colombiano.

## Carrera
Comenzó con la música a la edad de 5 años gracias a su abuelo, que lo encaminó por la guitarra y la música clásica colombiana, boleros, etc. A los 12 años su padre le regaló su primera guitarra, con la que aprendió a tocarla de manera autodidacta.
En el año 2008 comenzó con su carrera musical subiendo sus canciones a la red My Space. Su primera canción fue 'Prom Night Sync'. En mayo de 2011 grabó un videoclip en acústico de la canción 'Iron Man'.
Fue en 2012 cuando sacó su videoclip 'Citylights', que sería la canción principal de un EP con el mismo nombre. Este videoclip ha alcanzado ya las 120.000 reproducciones en Youtube, su gran éxito por el momento
En junio de 2013, sacó una nueva canción, 'In your head'.

## Discografía
EP
- 2009: Birds in vertical
- 2013: Citylights

Soundtrack
- 2019: Reflection

## Filmografía
- Calibán (película) (2019), Samuel

## Premios y nominaciones
| Año  | Premio                     | Categoría        | Resultado |
| ---- | -------------------------- | ---------------- | --------- |
| 2013 | Kids' Choice Awards México | Artista Favorito | Nominado  |